# Großer Hof (Beetzendorf)

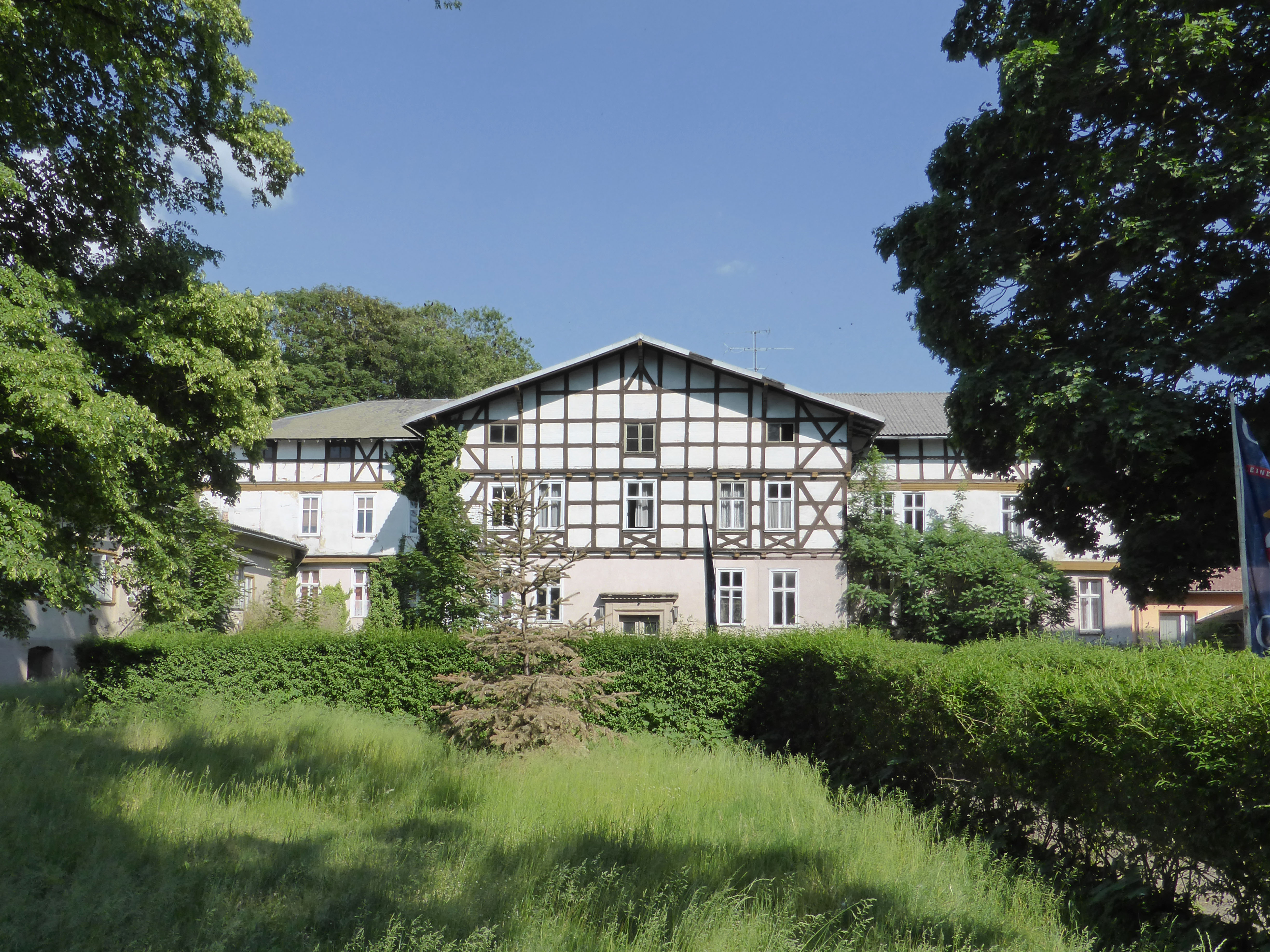
Herrenhaus

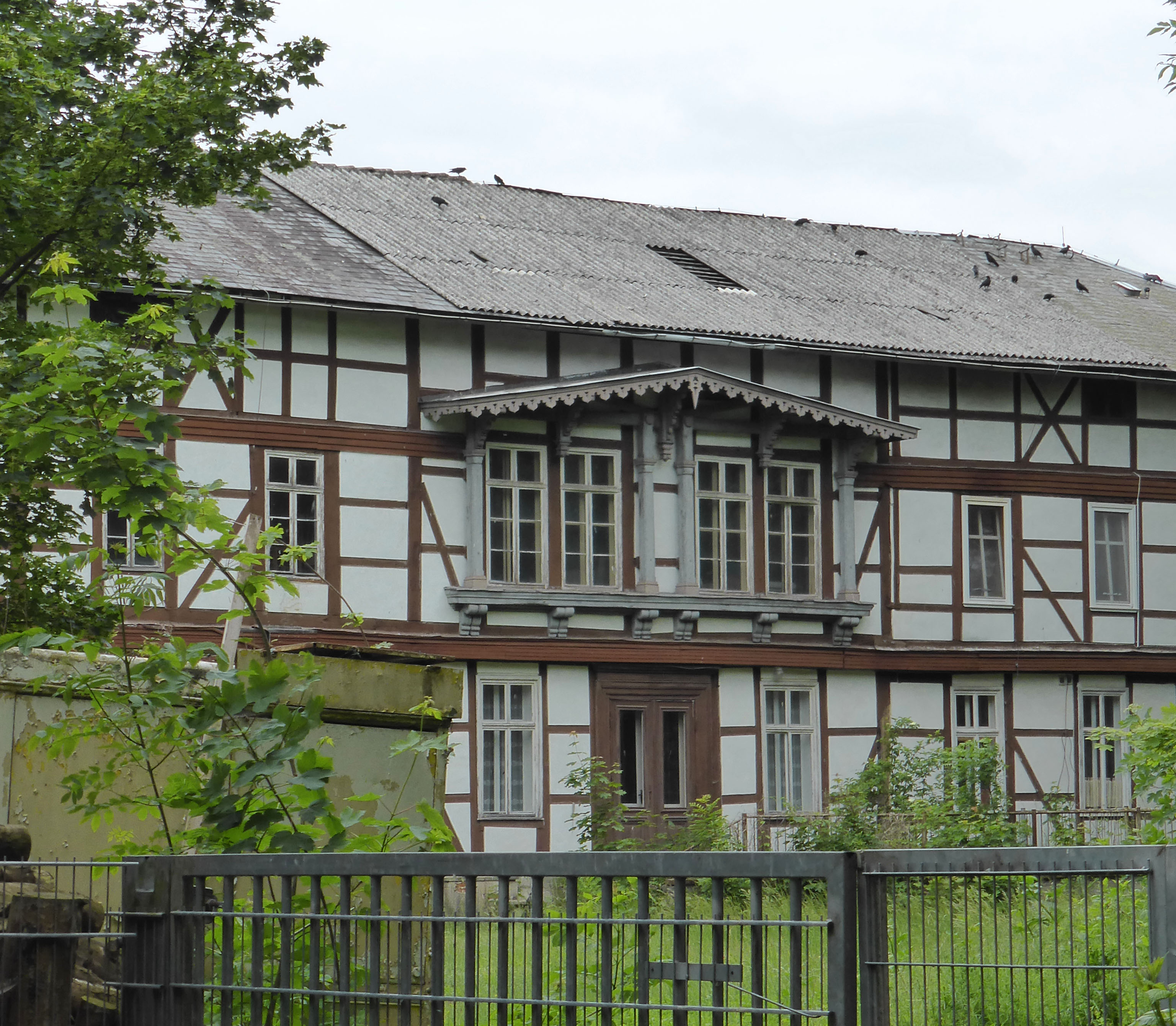
Gartenseite des Herrenhauses

Der Große Hof, auch Altenhäuser Hof, Gräfliches Schloss und Gut Beetzendorf I genannt, war ein Rittergut in Beetzendorf, einer Gemeinde in der Verbandsgemeinde Beetzendorf-Diesdorf im Altmarkkreis Salzwedel in Sachsen-Anhalt. Es ist als Baudenkmal im Denkmalverzeichnis des Landes Sachsen-Anhalt unter der Erfassungsnummer 094 30536 verzeichnet.

## Geschichte
Wedige I von der Schulenburg (urkundlich erwähnt seit 1555, † 1584), Sohn aus erster Ehe von Fritz VI von der Schulenburg (urkundlich erwähnt 1510–1552) mit Dorothea von Moltzahn, übernahm die väterlichen Anteile an Beetzendorf und ließ um 1580 den Großen Hof in der Vorburg der Burg Beetzendorf erbauen. Später wurde sein Sohn Wedige Wigand von der Schulenburg (1578–1652) Besitzer des Großen Hofes. Aus der zweiten, im Jahre 1617 von Wedige Wigand von der Schulenburg mit Dorothea von der Schulenburg aus dem Hause Apenburg geschlossenen Ehe, entstammte sein Sohn Lippold II von der Schulenburg (1624–1679), der Herr auf Beetzendorf wurde. Da Lippold II. von der Schulenburg ohne Leibeslehnserben verstarb, fiel der Große Hof an den Sohn seines entfernten Cousins Achaz III. von der Schulenburg (1602–1661) aus erster Ehe, Friedrich Achaz von der Schulenburg (1647–1701). Unter Friedrich Achaz von der Schulenburg wurde das Gutshaus vergrößert, im Jahre 1686 wurde es fertiggestellt. Sein zweiter Sohn Adolph Friedrich von der Schulenburg (1685–1741) übernahm das Gut und ließ 1735/36 neben dem Gutshaus die St.-Marien-Kirche errichten. Der älteste Sohn von Adolph Friedrich von der Schulenburg, Gebhard Werner von der Schulenburg, begründete den Wolfsburger Zweig des Beetzendorfer Astes des Adelsgeschlechts von der Schulenburg. Gemäß Testament fiel das Gut in Beetzendorf durch Los im Jahre 1748 an seinen zweiten Sohn, Friedrich August I. (1727–1797). 1755 verließ er den Militärdienst und bezog das Herrenhaus in Beetzendorf, das zuvor nur selten bewohnt worden war. Sein einziger Sohn Friedrich von der Schulenburg (1759–1825) übernahm das Gut nach dem Tod seines Vaters. Der einzige Sohn aus seiner 1795 geschlossenen zweiten Ehe mit Karoline von Oppen (1772–1797), Werner XXIV. von der Schulenburg (1797–1829), führte das Gut weiter.

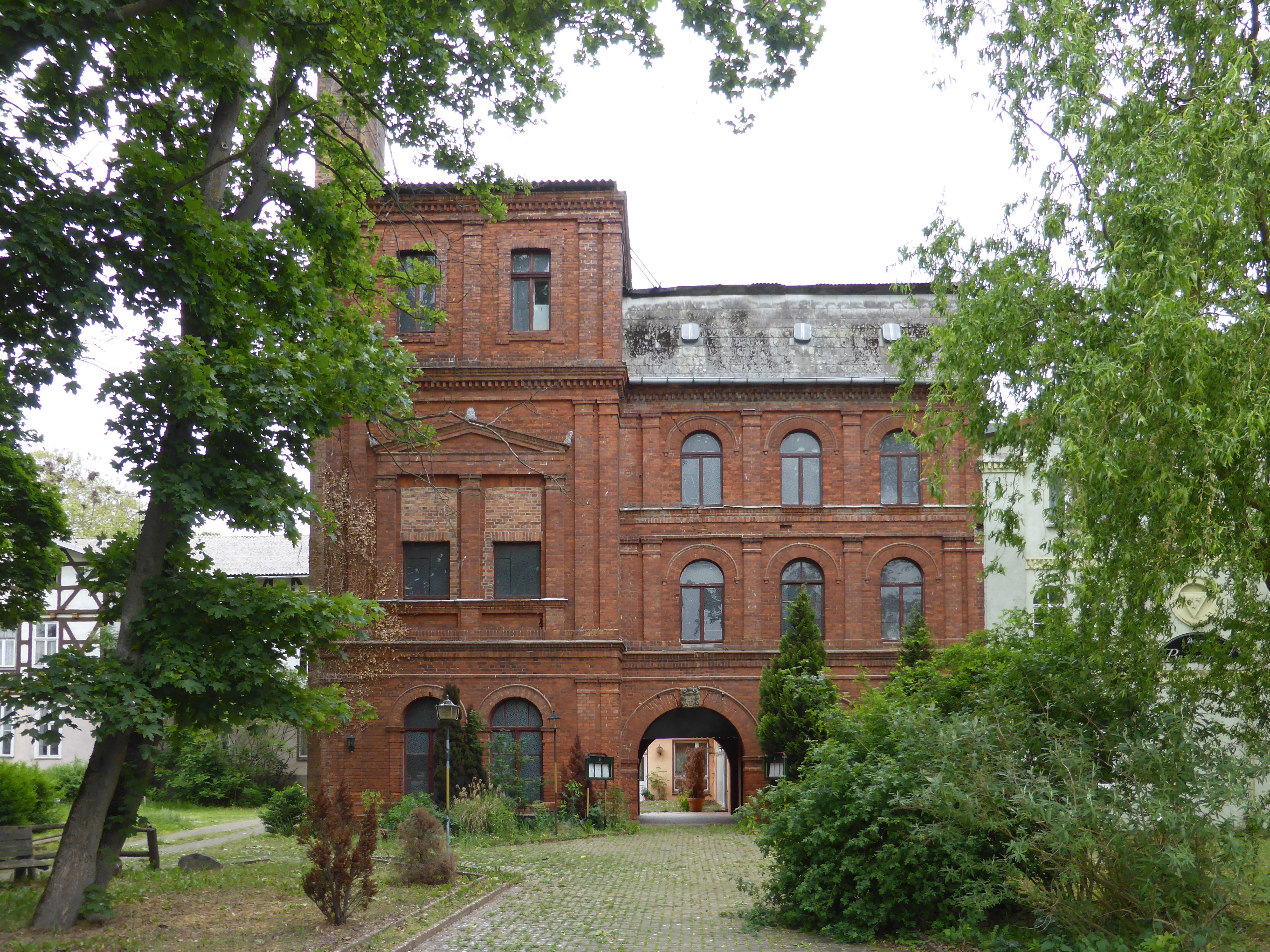
Erweiterungsbau von 1873

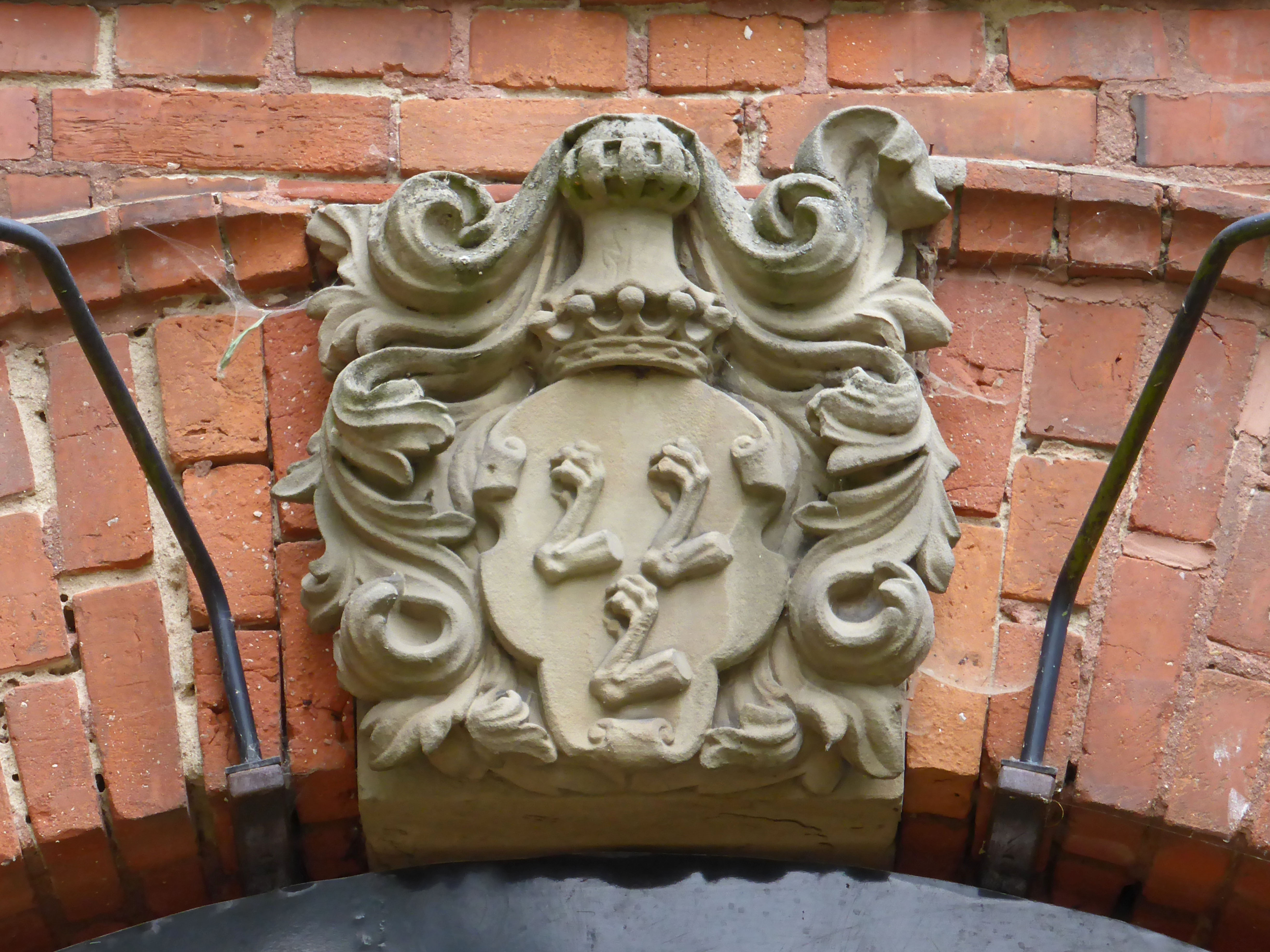
Wappenstein mit Wappen derer von der Schulenburg am Erweiterungsbau von 1873

Da die ersten beiden Söhne von Werner XXIV. früh verstarben erbte sein dritter Sohn, Werner von der Schulenburg, das Gut. Er ließ das Wohnhaus erneuern und um einen Anbau erweitern, der 1873 fertiggestellt wurde. Bereits seit 1845 gehörte aufgrund eines Rezesses, bei dem es um den Austausch von Beetzendorfer Grundstücken ging, das Grundstück mit der Burgruine zum Großen Hof. 1911 übernahm sein ältester Sohn Graf Adolf Friedrich von der Schulenburg (1855–1925) das 542 ha Gut als Fideikommiss. Seine Ehefrau Hertha (1871–1958), Tochter von August von Gerlach, lebte auch nach dem Tod ihres Mannes bis zur Ausweisung durch die sowjetischen Besatzer weiter auf dem Gut. Ihr Sohn Graf Werner von der Schulenburg (1908–1979) war ab 1925 letzter adeliger Besitzer des Großen Hofes. Da sein Vater erst im Alter von 52 Jahren geheiratet hatte, war Graf Werner von der Schulenburg beim Tod seines Vaters im Jahre 1925 noch minderjährig, und ein Bruder seiner Mutter, Karl August von Gerlach, leitete zunächst für ihn das Gut in Beetzendorf. Von seinem Gut Parsow aus fuhr Karl August von Gerlach regelmäßig nach Beetzendorf.
Im Zweiten Weltkrieg wurde der Große Hof durch Bomben, die vermutlich dem Beetzendorfer Kornspeicher und dem Bahnhof galten, beschädigt. Als ab etwa 1944 die sowjetischen Truppen weiter nach Westen vorrückten fanden im Herrenhaus auch Flüchtlinge Unterkunft. Auch ein Lazarett wurde dort eingerichtet. Im Frühjahr 1945 nahmen zunächst amerikanische Einheiten Beetzendorf ein und nahmen Quartier im Großen Hof. Später zogen in Beetzendorf und im Großen Hof britische Besatzer ein. Bevor der Große Hof schließlich ab Juli 1945 von sowjetischen Truppen besetzt wurde, gelang es der Frau von Werner von der Schulenburg, Rosemarie von der Schulenburg, ein Teil des historischen Inventars zu retten. Unter sowjetischer Herrschaft wurden die zurückgelassenen Akten und Urkunden des Gutsarchivs auf den Hof geworfen und verbrannt. Im Oktober 1945 wurde das Gut im Zuge der Bodenreform enteignet, und die Besitzerfamilie musste den Großen Hof innerhalb von 24 Stunden verlassen.
In der DDR war das Gut eine Ausbildungsstätte für Landwirte. Im Großen Hof war das Lehrlingswohnheim des Gutes, das inzwischen zum Volkseigenen Gut geworden war, untergebracht.
Nach der Wende wurden im Anbau von 1873 sowie in dem in der DDR eingerichteten Festsaal eine Gaststätte und ein Hotel und ein Partysaal sowie eine Pizzeria betrieben. Auch die Beetzendorfer Bibliothek war zeitweise im Gutshaus untergebracht. Nach einem Leerstand von gut drei Jahren wurde 2021 wieder ein Restaurant eröffnet, welches das Thema Mittelalter aufgreift und den ehemaligen Festsaal zu einem Rittersaal umgestaltet hat.
Von 1741 bis 1925 gehörte auch das Vorwerk Groß Wohlgemuth zum Gut.
Verstorbene des Großen Hofes wurden auf dem 1870 angelegten Gutsfriedhof Beetzendorf bestattet.